# Bohuslav VI. ze Švamberka
Bohuslav ze Švamberka († 1425) byl český šlechtic z rodu pánů ze Švamberka, zpočátku katolík a nepřítel husitů, s nímž Jan Žižka svedl několik bitev; po konverzi se stal husitským hejtmanem.

## Život
Bohuslav ze Švamberka patřil mezi západočeské katolické pány, kteří od vypuknutí husitských válek bojovali proti husitům. Již dříve, v roce 1417, ho Václav IV. pověřil, aby v tomto kraji dbal na dodržování bezpečnosti, vystupoval tedy v roli hejtmana tohoto katolického landfrýdu. Po svém příchodu do Plzně s ním Žižka sváděl šarvátky o ovládnutí důležitých opěrných bodů. K většímu střetnutí došlo poblíž tvrze Nekmíř (asi 17 km od Plzně) koncem roku 1419 nebo počátkem roku 1420. V bitvě u Nekmíře, kde byly poprvé v husitských válkách použity bojové vozy, zvítězil Žižka nad výraznou přesilou Švamberkova vojska. Později se oddíly západočeského landfrýdu, pronásledující skupinu husitů odcházejících z Plzně na Tábor, spojily se strakonickými johanity vedenými Jindřichem z Hradce a společně utrpěly od Žižky další porážku u Sudoměře na jaře roku 1420. Do třetice byl Švamberk na straně poražených v bitvě u Panského Boru (nyní Malého Boru) u Horažďovic na podzim téhož roku, kde byl v čele vítězných husitů znovu Jan Žižka.
Počátkem roku 1421 využil Žižka při svém tažení do západních Čech příležitosti dobýt rodový hrad svého úhlavního nepřítele Krasíkov právě v době, kdy zde byl Bohuslav se slabou posádkou. Když Bohuslav viděl, že odpor je marný, nabídl kapitulaci, ovšem nikoli do rukou Jana Žižky, ale pouze do rukou Petra Zmrzlíka ze Svojšína. Kapitulace byla přijata, posádka propuštěna a Bohuslav zůstal v internaci na hradě. Později jej husité převezli na Příběnice. Když za něj ani Zikmund, ani příbuzní nezaplatili výkupné, po několika měsících věznění přestoupil ke kalichu.
Již v roce 1422 se Bohuslav ze Švamberka stal táborským hejtmanem. Angažoval se i politicky, avšak nikoli úspěšně. Spolu s Janem Hvězdou z Vícemilic a Kunšem z Bělovic se na podzim roku 1422 pokusili zorganizovat v Praze, tehdy nakloněné Korybutovi, převrat, který skončil fiaskem. Zúčastnil se i neúspěšného pokusu táboritů o dobytí Prahy na jaře roku 1425.
| „                     | Léta Páně 1425 přitrhli Roháč a Jan Bzdinka, Žižkovi nástupci po jeho smrti, a pan Bohuslav ze Švamberka před velikonocemi s vojskem ku Praze a v noci se pokoušeli silou jí dobýt přes hradby po žebřících, ale Pražané je svrhli z hradeb i se žebříky. | “ |
| — Bartošek z Drahonic | |   |

Po smrti Žižkova nástupce Jana Hvězdy byl Bohuslav ze Švamberka ustanoven vrchním hejtmanem.
Dne 31. října 1425 porazil vojsko Menharta II. z Hradce v bitvě u Kamenice, v polovině listopadu pak jeho oddíly po neúspěšném obléhání Znojma dobyly a vypálily loucký klášter. Následně se zúčastnil husitské spanilé jízdy do Rakous, kde podle Bartoška z Drahonic zemřel na následky zranění obličeje utrpěného při obléhání Retzu, který husité dobyli 25. listopadu 1425. Jeho ostatky pak byly přeneseny do Moravského Krumlova.

## Rodina
Pocházel z hlavní větve Švamberků, krasíkovské a borské. Byl synem Bohuslava (V.) ze Švamberka, který byl nejvyšším sudím království českého v letech 1390–98. Měl bratry Jana a Hynka Krušinu. Hynek zůstal katolíkem a nesmiřitelným nepřítelem husitů (převzal bratrovo místo v čele plzeňského landfrýdu). O případném Bohuslavově manželství se nedochovaly žádné zprávy. Snad měl syny Buška a Jana, jejichž poručníkem mohl být Přibík z Klenové a kteří zemřeli před rokem 1454.